# مينجورا
مينجورا هي من أكبر مدن وادي سوات التجارية في شمال غرب باكستان، وتقع ضمن مقاطعة خيبر بختونخوا. تقع المدينة بين عدة جبال على ارتفاع 984 متر، وعلى بُعد 2 كم من مدينة سيدو شريف. وهي العاصمة الإدارية الحالية لوادي سوات. وتُعتبر هي وجهة سياحية رئيسية حيثُ تحتوي على عدد كبير من الفنادق الكبرى.

## التاريخ
ما يزال العديد من الآثار البوذية باقية في مينجورا، حيث تم اكتشاف العديد من المنحوتات بالقرب من وادي نهر جامبيل. كما تم التنقيب عن ستوبا ودير يعود تاريخها للقرن الأول الميلادي.

## مشاهير من المدينة
- ملالا يوسف زي
- ضياء الدين يوسفزي
- ناصر الملك

## أعلام
- غزالة جاويد
- ملالا يوسفزي